# Ермаковский (Саратовская область)
Ермако́вский — посёлок в Пугачёвском районе Саратовской области. Входит в состав Надеждинского муниципального образования. Основан в 1930 году.

## География
Посёлок находится на расстоянии примерно 3 км (по прямой) к востоку от города Пугачёв, административного центра района.

### Часовой пояс
Посёлок Ермаковский, как и вся Саратовская область, находится в часовой зоне МСК+1. Смещение применяемого времени относительно UTC составляет +4:00.

## Население
| 2010 |
| ---- |
| 4    |

### Национальный состав
Согласно результатам переписи 2002 года, в национальной структуре населения чеченцы составляли 100 % из 5 чел.